# Via di Camaldoli
Via di Camaldoli è una strada del centro storico di Firenze che collega piazza Torquato Tasso a Piazza de' Nerli, nella zona di San Frediano.

## Storia
Il nome della via è legato all'ordine dei camaldolesi che nel 1102 entrò in possesso della chiesa e del convento di San Salvatore (di origine incerta), sorta al di fuori della cerchia di mura di allora, ampliando notevolmente il complesso monastico. Fino all'Assedio di Firenze del 1529 l'ordine costruì nella zona antistante la chiesa un gran numero di case che davano alloggio alle famiglie povere della zona, tanto che, l'appellativo di Camaldoli fu dato alla zona compresa fra la Porta Romana e la Porta di San Frediano al di fuori delle mura della città, dando così all'appellativo il significato che indicava un luogo di povertà, al contrario del senso di prestigio che si era conquistato nel Casentino, terra di origine dell'ordine.
Nell'ambito del cosiddetto risanamento di Firenze, vennero demolite le abitazioni lungo il tratto meridionale della strada (tra le non più esistenti via di San Benedetto e piazza Guisciana), già pesantemente danneggiate durante la prima guerra mondiale, e tale area venne integrata all'interno della nascente piazza Tasso.